# Ознобишино
Ознобишино (на руски: Ознобишино) е село в Малышевском сельском поселении Селивановски район Владимирска област в Русия.

## География
Селото е разположено на 50 километра от районния център на Селивановски район, селището Красная Горбатка. Намира се в равнинна област. Наблизо протича река Ушна.

## История
На географски карти и планове по геодезия от периода 1765 – 1782 г., село Ознобишино от Судогодския уезд е като участък № 575; брой стопанства – 23, брой жители – 108 (55 мъже и 53 жени).
До Октомврийската революция Ознобишино е в състава на Судогодски уезд. През 1859 г. населението е 188 души.
През 1898 г. броят стопанства е 34, жителите достигат 154, включително 90 деца.

## Галерия
- Ознобишино №575, 1776 г.
- Ознобишино №575, 1776 г., условна скица